# امیلیانو سالوتی
امیلیانو سالوتی (انگلیسی: Emiliano Salvetti؛ زادهٔ ۱ ژانویهٔ ۱۹۷۴) بازیکن فوتبال اهل ایتالیا است.
از باشگاه‌هایی که در آن بازی کرده‌است می‌توان به باشگاه فوتبال هلاس ورونا، باشگاه فوتبال بولونیا، باشگاه فوتبال چزنا، باشگاه فوتبال ساسولو، و باشگاه فوتبال اسپال اشاره کرد.